# Wuhan Three Towns F.C.
Wuhan Three Towns Football Club er en kinesisk fodboldklub fra Wuhan. Klubben spiller på nuværende tidspunkt i Chinese Super League, den bedst række i Kina. De spiller deres hjemmebanekampe på Wuhan Sports Center. Klubben havde en ekstrem hurtigt vej til toppen, da de gik fra at spille i Kinas fjerdebedste række i 2018 til at vinde det kinesiske mesterskab i 2022.